# Sester
Der Sester, auch sestier, setier, cestier, setiere, sextiere, sextier, sextere, sestiere, sestaire, sesterot, sesterium ist ein veraltetes Hohlmaß für Getreide und Flüssigkeiten. Seine Bezeichnung leitet sich vom lateinischen „sextarius“ ab. Je nach Region galten unterschiedliche Volumengrößen.
In Straßburg unterschied man beim alten Getreidemaß in Land- und Stadt-Sester.
- allgemein:1 Sester/Sétier = 4 Vierlinge (Quarta) = 16 Mässel
  - 1 Land-Sester = 952,723 Pariser Kubikzoll = 18,8986 Liter
  - 1 Stadt-Sester = 923,853 Pariser Kubikzoll = 18,3259 Liter

In Basel wurde der «kleine Sester» wie folgt geteilt:
- 1 Sester (klein) = 4 Köpflein = 8 Becher = 32 Mässlein = 861,145 Pariser Kubikzoll = 17,082 Liter[2]

Das Vierzel/Vienzel/Viertel hatte 2 Sack mit entweder 4 großen Sester oder 8 kleinen Sester.
Im Großherzogtum Baden wurde das Malter im 19. Jahrhundert in 10 Sester zu 10 Meßlein geteilt, wobei das Sester 15 Liter entsprach (siehe Alte Maße und Gewichte (Baden)). Das Sester-Molzermaß war eine dort verbreitete Bezeichnung für die Mahlmitze (dem Müller zustehender Lohn) und entsprach einem Vierzehntel von jedem dem Müller angelieferten Sester Getreide. Der Maßzylinder für sogenannte sackfähige Dinge in der Größe von einem Sester sollte den Durchmesser 11 Zoll plus 2 Linien plus 2,5 Punkte und für die Höhe 5 Zoll plus 6 Linien plus 1,3 Punkte haben. Für den Sester, Doppelsester, Halbsester, Meßlein und Becher waren diese Maße im Paragrafen 9 der Maßordnung für das Großherzogtum vom 2. Januar 1829 festgelegt.
Das Pariser setier (vor 1791) entsprach etwa 150 Litern. Ein altfranzösisches Septier Getreide entsprach 240 poids de marc.
Der sextarius der Antike (siehe Alte Maße und Gewichte (Römische Antike)#Volumen) beruhte auf einem Rechensystem basierend auf dem Wert 6 (metrisches System = 10).

## Heraldik
Verschiedene Wappen führen als Gemeine Figur einen stilisierten Sester. Die unterschiedliche Darstellung im Wappen ist nicht erklärbar.
Es lassen sich auch Wappen (Bachmut) finden, wo das Symbol (Kreis mit einem waagerechten Faden durch den Mittelpunkt), wie das im Wappen von Plittersdorf für „Salz“ steht. Dieses und ähnliche Zeichen für Metalle und andere Objekte sind von den Wissenschaftlern Michail Lomonossow und Dmitri Winogradow entwickelt worden. Hier einige Beispiele: Ein senkrecht geteilter Kreis (wie Wappen Ottersdorf) steht für Salpeter. Der einfache Kreis symbolisiert Alaun und ein oben offener Halbkreis mit einem Kreuz an der unteren äußeren Außenseite ist das Zeichen für Kalk. Pottasche wäre dem Kalk ähnlich, nur statt offener Halbkreis ist es ein offenes Viereck.

Plittersdorf
Gaggenau
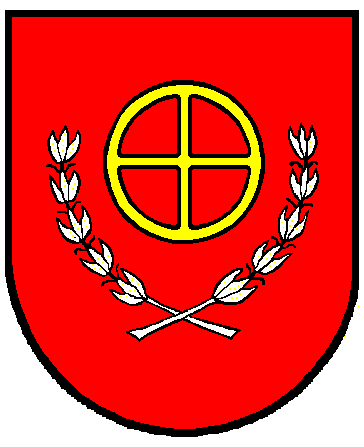
Gaggenau-Selbach
Leinfelden-Echterdingen
Sinzheim
Neulingen
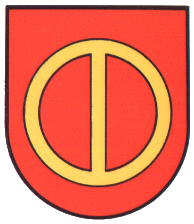
Ottersdorf
Zaisenhausen
Rinklingen altes Wappen
Allmannsweier